# Diana Hayden
Diana Hayden (Hyderabad, 1º de maio de 1973) é uma atriz, apresentadora de TV, modelo e rainha da beleza da Índia que venceu o concurso Miss Mundo 1997. 
Ela foi a terceira indiana a conquistar este título, depois de Reita Faria em 1966 e Aishwarya Rai em 1994.  

## Biografia
Diana, nascida numa família anglo-indiana, fez o Ensino Médio na St. Ann's High School em Secunderabad. Depois passou um tempo em Londres, onde estudou Atuação e Teatro na Royal Academy of Dramatic Arts, fez um curso de 5 semanas sobre Shakespeare na Royal Academy e completou um ano de estudos no Drama Studio. 
Antes de ser Miss Mundo, trabalhou como coordenadora de eventos e também com a gravadora BMG. 
Em seu site oficial sua biografia diz: "nascida e crescida em Hyderabad, Diana é uma atriz, apresentadora de TV, modelo internacional, consultora comportamental, palestrante motivacional, filantropa, ex-Miss Mundo e escritora". 

## Participação em concursos de beleza

### Miss Índia
Diana ficou em segundo lugar no Miss Índia 1997, o que lhe deu o direito de representar o país no Miss Mundo. 

### Miss Mundo
Derrotando outras 85 concorrentes, venceu o Miss Mundo 1997 em Seychelles, no dia 22 de novembro de 1997. Tinha 24 anos de idade.
Ela também ganhou os prêmios de Miss Fotogenia, Melhor em Traje de Banho e Rainha da Ásia-Oceania. 

### Polêmica
Em 2018, Biplab Kumar Deb, Ministro-Chefe de Tripura, causou polêmica ao dizer que os concursos internacionais eram uma farsa, porque até Diana tinha vencido. "Digam-me se Diana mereceu. Aishwarya Rai o fez, mas isto se justifica por que ela é a essência da beleza das mulheres indianas." 
Diana respondeu: "E estou orgulhosa da minha pele morena e sou uma indiana com orgulho. As pessoas deveriam ficar felizes com a minha conquista."

## Vida após os concursos
Em 2000 foi uma das embaixadoras da marca L'Oréal no Festival de Cannes.
Em 2012 lançou seu primeiro livro, sobre consultoria comportamental para mulheres. 
Foi noiva do diretor Kaizad Gustad. Em 2013 casou-se com o americano Collin Dick, com o qual teve uma filha, Arya Hayden Dick, em 2016, aos 42 anos de idade, após fazer uma fertilização "in vitro" com óvulos congelados.
Participou da oitava temporada do reality show Bigg Boss. 
Também é envolvida com questões humanitárias e filantropia. 
Em 2019 foi jurada do Visionara Global Mrs. India. 

## Filmografia
- Tehzeeb (2003)
- Othello: A South African Tale (2005)
- Ab... Bas! (2004)
- Loving Doll (2012)

## Séries de TV
Holby City (2003)